# Лангенес
Лангенес (нем. Langeneß) — община в Германии, в земле Шлезвиг-Гольштейн. Входит в состав района Северная Фризия. Подчиняется управлению Пелльворм. Население составляет 123 человека (на 31 декабря 2010 года). Занимает площадь 11,57 км².
Официальным языком в населённом пункте, помимо немецкого, является севернофризский.